# Teodoro de Óstia
Teodoro (em latim: Theodorus) foi um tribuno do século III, ativo no reinado do imperador Cláudio II (r. 268–270). Converteu-se, junto de outros 15 romanos, ao cristianismo após presenciar milagres operados por Máximo. Foram todos decapitados, sob ordens do vigário Úlpio Rômulo, perto do arco de Caracala em frente ao teatro, e seus corpos foram jogados no mar. Eusébio recolheu os corpos, escondendo-os perto da costa marítima, nos campos. Teodoro foi sepultado num mausoléu próprio.